# I liga polska w hokeju na lodzie (1958/1959)
4. sezon I ligi polskiej w hokeju na lodzie rozegrany został na przełomie 1958 i 1959 roku. Był to 24. sezon rozgrywek o Mistrzostwo Polski w hokeju na lodzie. W rozgrywkach wzięło udział 8 zespołów. Mistrzem Polski został zespół Legii Warszawa. Był to 9 tytuł mistrzowski w historii klubu. W rozgrywkach za zwycięstwo klub otrzymywał dwa punkty, a za remis jeden punkt.

## Tabela
| Lp. | Zespół            | M  | Pkt | W  | R | P  | G + | G - | +/- |
| --- | ----------------- | -- | --- | -- | - | -- | --- | --- | --- |
| 1   | Legia Warszawa    | 14 | 26  | 13 | - | 1  | 113 | 24  | +89 |
| 2   | Górnik Katowice   | 14 | 26  | 13 | - | 1  | 96  | 24  | +72 |
| 3   | ŁKS Łódź          | 14 | 16  | 8  | - | 6  | 64  | 61  | +3  |
| 4   | Baildon Katowice  | 14 | 15  | 7  | 1 | 6  | 64  | 51  | +13 |
| 5   | Podhale Nowy Targ | 14 | 12  | 5  | 2 | 7  | 47  | 52  | -5  |
| 6   | Start Katowice    | 14 | 9   | 3  | 3 | 8  | 41  | 61  | -20 |
| 7   | Piast Cieszyn     | 14 | 8   | 3  | 2 | 9  | 30  | 63  | 33  |
| 8   | KTH Krynica       | 14 | 0   | -  | - | 14 | 26  | 145 | 119 |

Baraż o mistrzostwo Polski
| 11 lutego 1959 | Legia Warszawa | 5:0 | Górnik Katowice | Pałac Sportu w Łodzi |

|  |  | (2:0, 2:0, 1:0) |

## Skład Mistrza Polski
Legia Warszawa: Kocząb, Bromowicz, Małek, Olczyk, Chudoba, Kurek, Kramarz, Skotnicki, Gosztyła, Jeżak, Janiczko, Rożeń, Manowski, Tyliszczak